# Karpaty Południowe
Karpaty Południowe (53) są częścią Karpat położoną na terenie Rumunii, rozciągają się od przełęczy Predeal na wschodzie, po przełom Żelaznej Bramy na zachodzie. Najwyższym szczytem jest Moldoveanu w Górach Fogaraskich (2543 m n.p.m.); Karpaty Południowe nie są więc najwyższą częścią Karpat, ale za to najbardziej wyniosłą, posiadającą największą wysokość względną. Zbudowane są głównie ze skał krystalicznych i metamorficznych, na zachodzie częściowo przykrytych seriami wapiennymi.

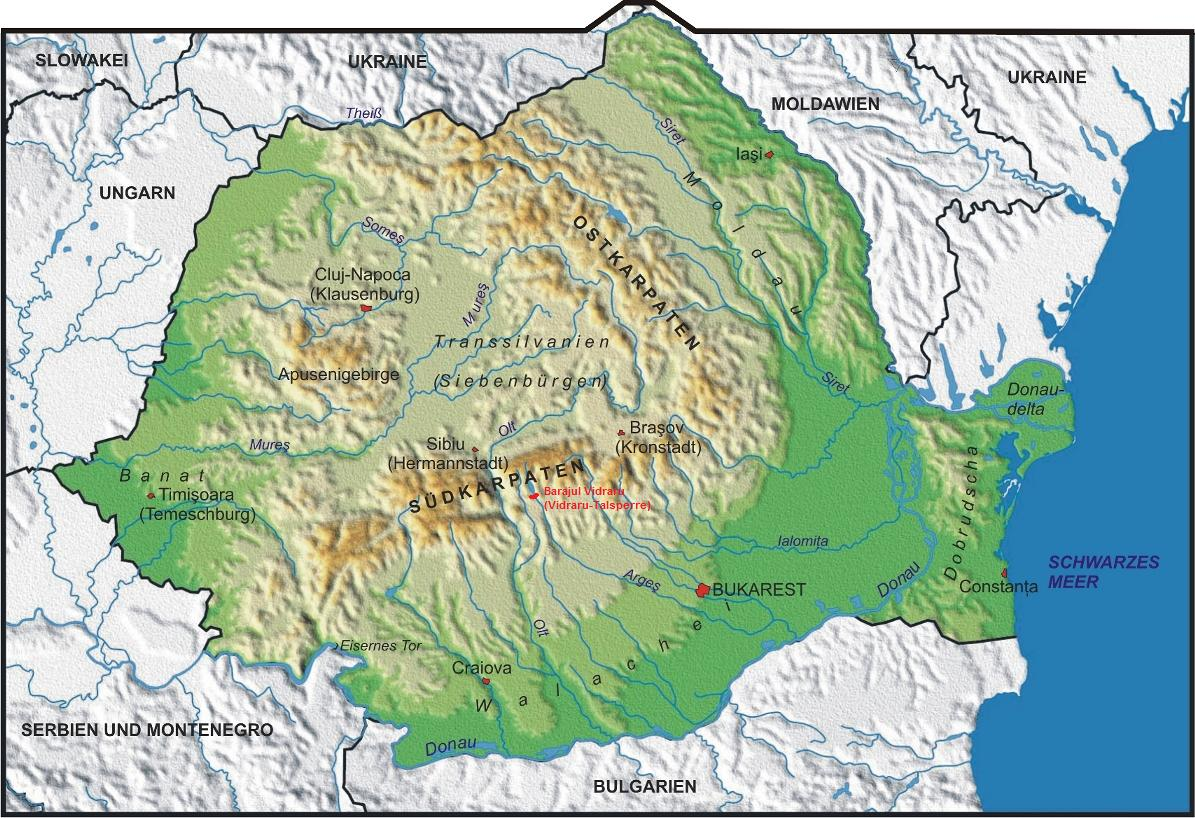
Karpaty Południowe, mapa ukształtowania terenu

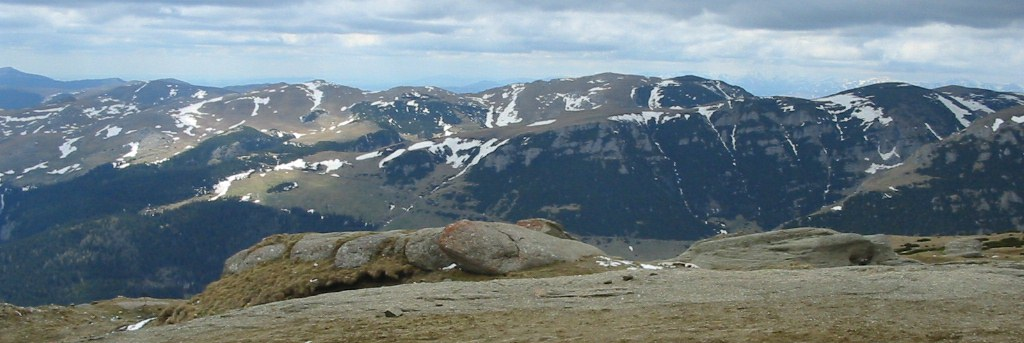
Góry Bucegi

Góry zostały sfałdowane w kredzie. W paleogenie nastąpiło zrównanie wypiętrzonych mas skalnych, a następnie w paleogenie i neogenie podnoszenie razem z całym blokiem karpackim. Plejstocen przyniósł zlodowacenie najwyższych partii górskich, co nadało im charakter wysokogórskich. Najsilniej zlodowacone było pasmo Gór Fogaraskich, dobrze wykształcone formy rzeźby polodowcowej znajdują się też w masywach Parâng, Retezat, Godeanu, Lotru i Țarcu.
W Karpatach Południowych wyróżnia się główne pasmo – Właściwe Karpaty Południowe, złożone z kilku grup górskich (Fogaraskiej, Parângu, Godeanu-Retezat i Poiana Ruscă) rozdzielonych głębokimi przełomami i przełęczami, skrajną zachodnią grupę Gór Banackich oraz luźno związany z głównym pasmem pas Subkarpat Południowych (Getyckich).
- 531 Właściwe Karpaty Południowe
  - 531.1 Grupa Fogaraska
  - 531.2 Grupa Parângu
  - 531.3 Grupa Godeanu-Retezat
  - 531.4 Poiana Ruscă
- 532 Subkarpaty Południowe
- 533 Góry Banackie

Geografia rumuńska zalicza Góry Banackie i Poiana Ruscă nie do Karpat Południowych, lecz do Gór Zachodniorumuńskich (oba te regiony są jednak rozumiane inaczej, niż w geografii polskiej).